# Phenacoccus halimiphylli
Phenacoccus halimiphylli är en insektsart som beskrevs av Danzig 1968. Phenacoccus halimiphylli ingår i släktet Phenacoccus och familjen ullsköldlöss. Inga underarter finns listade i Catalogue of Life.